# 盖尔河畔法伊施特里茨
盖尔河畔法伊施特里茨是奥地利克恩顿州菲拉赫兰县的一个市镇。总面积19.32平方公里，总人口657人，人口密度34.0人/平方公里（2011年）。